# سرقت (فیلم ۲۰۲۴)
سرقت (انگلیسی: Lift) یک فیلم کمدی سرقت آمریکایی محصول ۲۰۲۴ به کارگردانی اف. گری گری با بازی کوین هارت، گوگو امبتا-را، وینسنت دن آفریو، اورسولا کوربرو، بیلی مگنوسن، جیکوب باتالون، ژان رنو و سم ورثینگتون است. این فیلم در ۱۲ ژانویهٔ ۲۰۲۴ از طریق نتفلیکس منتشر شد.

## موضوع
یک دزد حرفه‌ای توسط دوست دختر سابق خود و اف‌بی‌آی تشویق می‌شود تا با خدمه بین‌المللی خود در یک هواپیمای ۷۷۷ که از لندن به زوریخ پرواز می‌کند، یک سرقت غیرممکن را انجام دهد.

## شرح داستان
سایروس ویتاکر، دزد بین‌المللی مشهور، رهبری گروهی از سارقان را برعهده دارد که شامل دنتون، کامیلا (خلبان)، می-سان (هکر)، مگنوس (صندوق‌گشا) و لوک (مهندس) است. این گروه دو سرقت هم‌زمان را انجام می‌دهند: سرقت یک تابلوی ون‌گوگ در لندن و آدم‌ربایی ساختگی یک هنرمند مشهور آثار ان‌اف‌تی با نام «ان۸» در ونیز.
گروه با صحنه‌سازی آدم‌ربایی برای ان۸، کاری می‌کنند که قیمت آثار او بالا برود. سایروس توضیح می‌دهد که پس از سرقت، ارزش تابلوهای مشهور ناگهان افزایش می‌یابد؛ آن‌ها تابلوی ون‌گوگ را می‌دزدند، در بازار سیاه به قیمت ۲۰ میلیون دلار می‌فروشند و با آن پول ان‌اف‌تی متعلق به ان۸ را می‌خرند. پس از «ربوده شدن»، ارزش ان‌اف‌تی به ۸۹ میلیون دلار می‌رسد. N8 که وعدهٔ دریافت سهمی از پول را دارد، تصمیم می‌گیرد همراه گروه جشن بگیرد.
مامور اینترپل، ابی گلدوِل که پیش‌تر رابطه‌ای با سایروس داشته، به شواهدی علیه دنتون دست می‌یابد و او را دستگیر می‌کند. اما به‌جای طرح اتهام علیه گروه، فرمانده هاکسلی، مافوق ابی، از وضعیت قانونی آن‌ها استفاده می‌کند تا آن‌ها را وادار کند برای دستگیری میلیاردر لارس یورگنسن همکاری کنند. یورگنسن قصد دارد با همکاری گروه هکری «لویاتان»، با به‌راه انداختن سیلابی عظیم در اروپا و دستکاری در بازار سهام، میلیاردها دلار سود به‌دست آورد.
از آنجا که لویاتان تنها شمش طلای غیرقابل ردیابی را به‌عنوان دستمزد می‌پذیرد، یورگنسن تدارک دیده که محموله‌ای از طلای موجود در خزانه‌اش در لندن با یک پرواز تجاری به بانک لویاتان در زوریخ منتقل شود. در چارچوب توافق برای پاک‌سازی سابقهٔ کیفری سایروس و گروهش، او اصرار دارد که ابی نیز همراه گروه باشد تا در پوشش مأمور اینترپل، کمکشان کند.
گروه درمی‌یابد که تنها راه سرقت طلا، ربودن آن در حین پرواز است. آن‌ها با همکاری یک مجموعه‌دار ثروتمند آثار هنری به نام مولسن، یک جت شخصی تهیه می‌کنند که کامیلا آن را طوری پرواز می‌دهد تا درست زیر هواپیمای تجاری قرار گیرد. می-سان با دست‌کاری سیگنال رادارها، وانمود می‌کند که هواپیمای تجاری در مسیر خود باقی مانده، در حالی‌که گروه آن را به فرودگاهی خصوصی منحرف می‌کنند.
در عوضِ قرض دادن جت، سایروس به مولسن وعده می‌دهد که ان۸ یک ان‌اف‌تی ویژه برای او طراحی کند. پس از باز کردن گاوصندوق توسط مگنوس و بی‌اثر کردن محافظان یورگنسن، گروه طلا را با کمک جت بیرون خواهند کشید.
اوضاع زمانی پیچیده می‌شود که یورگنسن یک نفوذی را در سازمان خود اعدام کرده و تاریخ تحویل طلا را جلو می‌اندازد. با این حال، گروه سر موقع آماده می‌شود. پس از انحراف موفقیت‌آمیز هواپیما، محافظان یورگنسن تلاش به هواپیماربایی می‌کنند که به درگیری‌ای در داخل هواپیما منجر می‌شود.
مگنوس، ابی، سایروس و کامیلا دستگیر می‌شوند. مگنوس در زمین فرار می‌کند، اما سه نفر دیگر همراه طلا به جت منتقل می‌شوند تا به ویلای یورگنسن در توسکانی برده شوند.
فرمانده هاکسلی که نمی‌خواهد طلا به دست یورگنسن برسد، دستور می‌دهد هواپیما توسط ناتو هدف قرار گیرد. هری، رابط گروه در مرکز کنترل پرواز، همراه کامیلا پیامی به خلبانان می‌رساند که گروگان‌هایی در هواپیما هستند و همین باعث توقف عملیات می‌شود. درگیری دیگری بین گروه و محافظان یورگنسن در جت رخ می‌دهد و جت در محوطهٔ ویلای یورگنسن سقوط می‌کند.
ابی، سایروس و کامیلا توسط یورگنسن با تهدید اسلحه دستگیر می‌شوند. یورگنسن همچنین نمایندهٔ لویاتان را به‌قتل می‌رساند، چرا که آن‌ها تصمیم به لغو معامله گرفته‌اند. پلیس کارابینیری و هاکسلی وارد صحنه می‌شوند و سایروس با کمک دوربین‌های نصب‌شده روی جت، فیلم قتل نمایندهٔ لویاتان به‌دست یورگنسن را پخش می‌کند. یورگنسن بازداشت می‌شود، و ابی که متوجه می‌شود هاکسلی دستور شلیک ناتو را داده بوده، به او مشت می‌زند و از اینترپل استعفا داده و به سایروس می‌پیوندد.
چند هفته بعد، سایروس به ابی فاش می‌کند که گروه هنگام سرقت هوایی، طلاها را دزدیده و به‌جای آن شمش‌های آهنی رنگ‌شده گذاشته‌اند. آن‌ها محمولهٔ واقعی طلا را بازیابی کرده و همراه گروه، موفقیت‌شان را جشن می‌گیرند و رابطهٔ ابی و سایروس از سر گرفته می‌شود.

## بازیگران
- کوین هارت
- گوگو امبتا-را
- وینسنت دن آفریو
- اورسولا کوربرو
- بیلی مگنوسن
- ویویک کالرا
- کیم یون-جی
- جیکوب باتالون
- ژان رنو
- سم ورثینگتون
- پاول اندرسن
- بورن گورمن

## تولید
در ۱۸ مارس ۲۰۲۱، فیلمنامه دنیل کونکا به‌نام سرقت توسط نتفلیکس خریداری شد و مت ریوز قرار بود تهیه‌کنندهٔ این فیلم باشد. در ۲۲ سپتامبر ۲۰۲۱، اف. گری گری فیلم برای کارگردانی انتخاب شد و کوین هارت به بازیگری و تهیه کنندگی پیوست. در ۹ ژوئن ۲۰۲۲، بازیگران کامل اعلام شد و جرمی دونر به عنوان نویسنده شناخته شد. در ژانویه ۲۰۲۳ مشخص شد، امرالد فنل و کینبرگ در ساخت فیلمنامه نقش داشته‌اند.

## بازخورد منتقدان
در وبگاه جمع‌آوری نقد راتن تومیتوز، ٪۲۹ از ۴۱ بررسی منتقدان مثبت است، و میانگینِ امتیاز آن ۴٫۶/۱۰ است. این فیلم در متاکریتیک که از میانگین وزنی استفاده می‌کند، بر اساس نظر ۱۸ منتقدین امتیاز ۴۰ از ۱۰۰ را کسب کرده که نشان‌گر «نقدهای مختلط یا متوسط» است.